# Höga Kusten Airport
Luchthaven Kramfors (Zweeds: Kramfors-Sollefteå flygplats) is een luchthaven tussen de Zweedse steden Kramfors en Sollefteå. De luchthaven had in 2009 iets meer dan 19.000 passagiers. In 2000 had de luchthaven nog 62.000 passagiers.

## Geschiedenis
De luchthaven werd in 1974 opgericht. In 1984 verkreeg het een directe verbinding met Stockholm. Een periode waren er vluchten naar Sundsvall en Umeå.
Het passagiersaantal is fors gedaald sinds 2000. Van bijna 63.000 passagiers in 2000 naar iets meer dan 26.000 in 2007. De luchthaven is veel lowcost-maatschappijen verloren aan nabije luchthavens zoals die van Örnsköldsvik en Sundsvall-Härnösand. Daarbij is het aantal vluchten sowieso afgenomen wegens betere weg- en spoorverbindingen met Stockholm.